# Xian (Cangzhou)
Der Kreis Xian (chinesisch 獻縣 / 献县, Pinyin Xiàn Xiàn), in der (alten) französischen Transkription Sienhsien, Sien Hsien, Sien-Hsien oder Hien-hien (u. a.), ist ein Kreis der bezirksfreien Stadt Cangzhou in der Provinz Hebei und Sitz eines vakanten katholischen Bistums in der Volksrepublik China, das zur Kirchenprovinz Peking gehört. Häufig wird hinter den Namen des Kreises (xian 献) auch das Wort für Kreis (xian 县) angefügt, so dass der scheinbare Name Xianxian entsteht.
Der Kreis Xian hat eine Fläche von 1.171 km² und 579.831 (Stand: Zensus 2010). Administrativ setzt er sich aus vier Großgemeinden, 13 Gemeinden und einer Nationalitätengemeinde zusammen. Hauptort und Sitz der Kreisregierung ist die Großgemeinde Leshou (乐寿镇).

## Geschichte
Der Ort war Sitz der Katholischen Mission der Jesuiten (S.J.), die auch sämtliche Bischöfe stellten. Durch die dort tätigen Missionare (z. B. die Franzosen Séraphin Couvreur, Léon Wieger) wurde er auch zu einem bis in den Westen berühmten Verlagsort.
1856 wurde das Bistum Xianxian als Apostolisches Vikariat des Südöstlichen Zhili (chinesisch 直隸東南) gegründet, 1924 umbenannt in Apostolisches Vikariat von Xianxian und 1946 zum Bistum erhoben. Der letzte Bischof war Francis Xavier Zhao Zhensheng (chinesisch 趙振聲 / 赵振声), S.J.
Berühmt ist seine Kathedrale in Dazhangzhuang, die den chinesischen Namen Dazhangzhuang Yesu shengxinzhujiao zuotang (chinesisch 大张庄耶稣圣心主教座堂 – „Herz-Jesu-Bischofskirche von Dazhangzhuang“) trägt.

## Denkmäler
Die Dan-Brücke (Dan qiao 单桥) und die Han-Gräber des Kreises Xian (Xian xian Han muqun 献县汉墓群) stehen auf der Liste der Denkmäler der Volksrepublik China.